# Бережной Іван Михайлович
Іван Михайлович Бережной (1924—1944) — молодший лейтенант Робітничо-селянської Червоної Армії, учасник Другої світової війни, Герой Радянського Союзу (1945).

## Біографія
Іван Бережной народився 1 січня 1924 року в селі Кременчуг Келлеровського району Кокшетауської (нині — Північноказахстанської) області Казахської РСР. Отримав неповну середню освіту, працював слюсарем на верстатобудівному заводі в Стерлітамаку.
У серпні 1942 року призваний на службу в Робітничо-селянську Червону Армію. З жовтня 1943 року — на фронтах Другої світової війни. До квітня 1944 року гвардії молодший лейтенант Іван Бережной командував кулеметним взводом 261-го гвардійського стрілецького полку 87-ї гвардійської стрілецької дивізії 2-ї гвардійської армії 4-го Українського фронту. Відзначився під час визволення Криму.
10 квітня 1944 року Бережной разом зі своїм взводом, перебуваючи на лівому фланзі батальйону, прикривав вогнем наступаючі ланцюги. У ході атаки радянських підрозділів німецькі війська були вибиті з траншей і почали відступати на другу лінію оборони. Підтягнувши сили, двома ротами піхоти при підтримці 4 САУ «Фердинанд», супротивник зробив контратаку. Розрахунок одного з кулеметів взводу Бережного виведений в ході відбиття контратаки, після чого він особисто встав за кулемет. Незабаром він був поранений осколками термітного снаряда, що розірвався поблизу. Бережной, стікаючи кров'ю і згораючи живцем, продовжував розстрілювати солдатів противника з кулемета, і загинув, не полишивши поля бою. Похований в селі Суворове Красноперекопського району Криму.
Указом Президії Верховної Ради СРСР від 24 березня 1945 року гвардії молодший лейтенант Іван Бережной посмертно удостоєний високого звання Героя Радянського Союзу.
Також нагороджений орденом Леніна, медаллю. У селі Кременчуці залишилися родичі — Гринько.

## Пам'ять
В пам'ять про Бережного на будівлі заводу, де він працював, і на будівлі ДПТУ № 1 міста Херсону встановлені меморіальні дошки. У рідному селі Кременчук Північно — Казахстанської області (колишня Кокчетавская) Тайиншинського району (колишній Келлеровський) Бережному І. М. встановлено меморіальний комплекс. Також в честь Бережного Келлеровська середня школа носить почесне ім'я Героя Радянського Союзу Бережного І. М.
У квітні 2018 року бюст Героя відкрито в селищі Суворове в Криму.